# Vladimir Alekno
Vladimir Romanovitch Alekno (en russe : Влади́мир Рома́нович Але́кно) est un ancien joueur désormais entraîneur franco-biélorusse de volley-ball, né le 4 décembre 1966 à Polotsk (Biélorussie) près de Vitebsk d'une mère biélorusse et d'un père lituanien. Il mesure 1,96 m et jouait central.

## Clubs
| Club                 | De        | À         |
| -------------------- | --------- | --------- |
| CSKA Moscou          | 1984-1985 | 1986-1987 |
| CSK Minsk            | 1987-1988 | 1989-1990 |
| Levski Sofia         | 1990-1991 | 1990-1991 |
| Voluntas Asti        | 1992-1993 | 1992-1993 |
| Olio Venturi Spolète | 1993-1994 | 1993-1994 |
| AS Cannes            | 1994-1995 | 1995-1996 |
| Tours Volley-Ball    | 1996-1997 | 1999-2000 |

## Palmarès
- Ligue des champions (2)
  - Vainqueur : 1986, 1987
- Supercoupe d'Europe (1)
  - Vainqueur : 1987
- Championnat de France (1)
  - Vainqueur : 1995
- Championnat d'URSS (3)
  - Vainqueur : 1985, 1986, 1987
- Coupe de France (1)
  - Vainqueur : 1995
- Coupe d'URSS (1)
  - Vainqueur : 1985

## Entraîneur

### Clubs
| Club              | Pays   | De        | À         | Qualité   |
| Tours Volley-Ball | France | 1999-2000 | 2003-2004 | Principal |
| Dynamo Moscou     | Russie | 2004-2005 | 2006-2007 | Principal |
| Dynamo Kazan      | Russie | 2008-2009 | ...       | Principal |

#### Palmarès
- Championnat de Russie (5)
  - Vainqueur : 2006, 2009, 2010, 2011, 2012
  - Finaliste : 2005, 2007
- Championnat de France (1)
  - Vainqueur : 2004
  - Finaliste : 2003
- Coupe de Russie (2)
  - Vainqueur : 2006, 2009
  - Finaliste : 2007, 2012
- Coupe de France (1)
  - Vainqueur : 2003
  - Finaliste : 2000, 2001

### Équipes nationales
| Pays   | De        | À         | Qualité   |
| Russie | 2007-2008 | 2020-2021 | Principal |
| Iran   | 2020-2021 | ...       | Principal |

#### Palmarès
- Jeux olympiques (1)
  - Vainqueur : 2012
- Ligue mondiale (1)
  - Vainqueur : 2011
  - Finaliste : 2007
- Championnat d'Europe
  - Finaliste : 2007

## Distinctions
- ordre de l'Honneur (2013)
- ordre de l'Amitié (2019)